# Wine (1913)
Wine é um filme mudo de comédia curta norte-americano de 1913, dirigido por George Nichols e estrelado por Fatty Arbuckle.

## Elenco
- Fatty Arbuckle
- Minta Durfee
- Ford Sterling